# 聖書学
聖書学（せいしょがく、Bible study）は、聖書を対象に、文献学的方法、また人文科学的な（言語学、考古学、地理学等）諸方法を用いて本文批評をし、キリスト教の立場からすると、原初期の聖書とキリスト教を明らかにしようとする学である。分野は旧約聖書学・新約聖書学に分かれる。また、リベラルと聖書信仰は前提が異なる。

## 批判的聖書学
新約聖書の例で言えば、
- 伝承の流れ（階層構造）からは、

1. ナザレ村で生まれたイエス自身の教えの段階（イエスの神理解・信仰内容）
2. それを口承で伝えた各社会層レベルでの信仰の段階
3. その伝承を素材として各自の信仰を表現した福音書記者の段階
4. 多くのキリスト教文書の中から新約の正典として抜き出した古代教会の段階

- 時代的にも、地理的にも、置かれている環境・宗教的状況も、異なっており、

1. 西暦50年代のパウロの手紙
2. 西暦70年代の最初に福音書というジャンルを創造したマルコによる福音書
3. 西暦80年代のマタイによる福音書、ルカによる福音書
4. 西暦100年前後以降のヨハネによる福音書、ヨハネの黙示録、パウロに仮託された手紙など

この各々の段階の信仰内容はどうであったのかを分析・研究し、明確にする。
この様に、批判的な聖書学では、新約聖書が示す信仰は多種多様であり、中には矛盾する内容を含んでおり、このため、「新約聖書はこう言っている」という形での総括はできず、乱暴な話であり、「マルコの信仰ではこのように言っている。しかし別の信仰では…」というような議論が必要であるとされる。
J・P・ガーブラー（1753年‐1826年）により、始まった。

## 保守系の聖書学
聖書信仰の立場はリベラル派とは前提が異なるので、聖書に誤りがあるとはとらえず、リベラルにおいて聖書の矛盾と呼ばれる個所は聖書の現象と呼ぶ。

## 聖書学者
批判的な聖書学者にはユリウス・ヴェルハウゼン、田川建三らがおり、保守的な聖書学者にはジョン・グレッサム・メイチェン、F.F.ブルース、尾山令仁、内田和彦らがいる。